# Stanisław Jurczak
Stanisław Jurczak (ur. 27 kwietnia 1968, zm. 12 czerwca 2017) – polski bokser walczący w wadze koguciej.

## Życiorys
Był zawodnikiem GKS Jastrzębie. W 1987 w rozgrywanych w Krakowie – mistrzostwach Polski, przegrał w ćwierćfinale z Ryszardem Majdańskim ze Stali Stocznia Szczecin, natomiast w 1995 w trakcie 66. Mistrzostw Polski w Płońsku wywalczył brązowy medal w wadze koguciej pokonując w ćwierćfinale Mariusza Cieślaka z Gwardii Wrocław, a następnie ulegając w zmaganiu o finał Robertowi Cibie reprezentującemu barwy Olimpii Poznań. Stanisław Jurczak zmarł po długiej chorobie 12 czerwca 2017.